# Andreas Silbersack

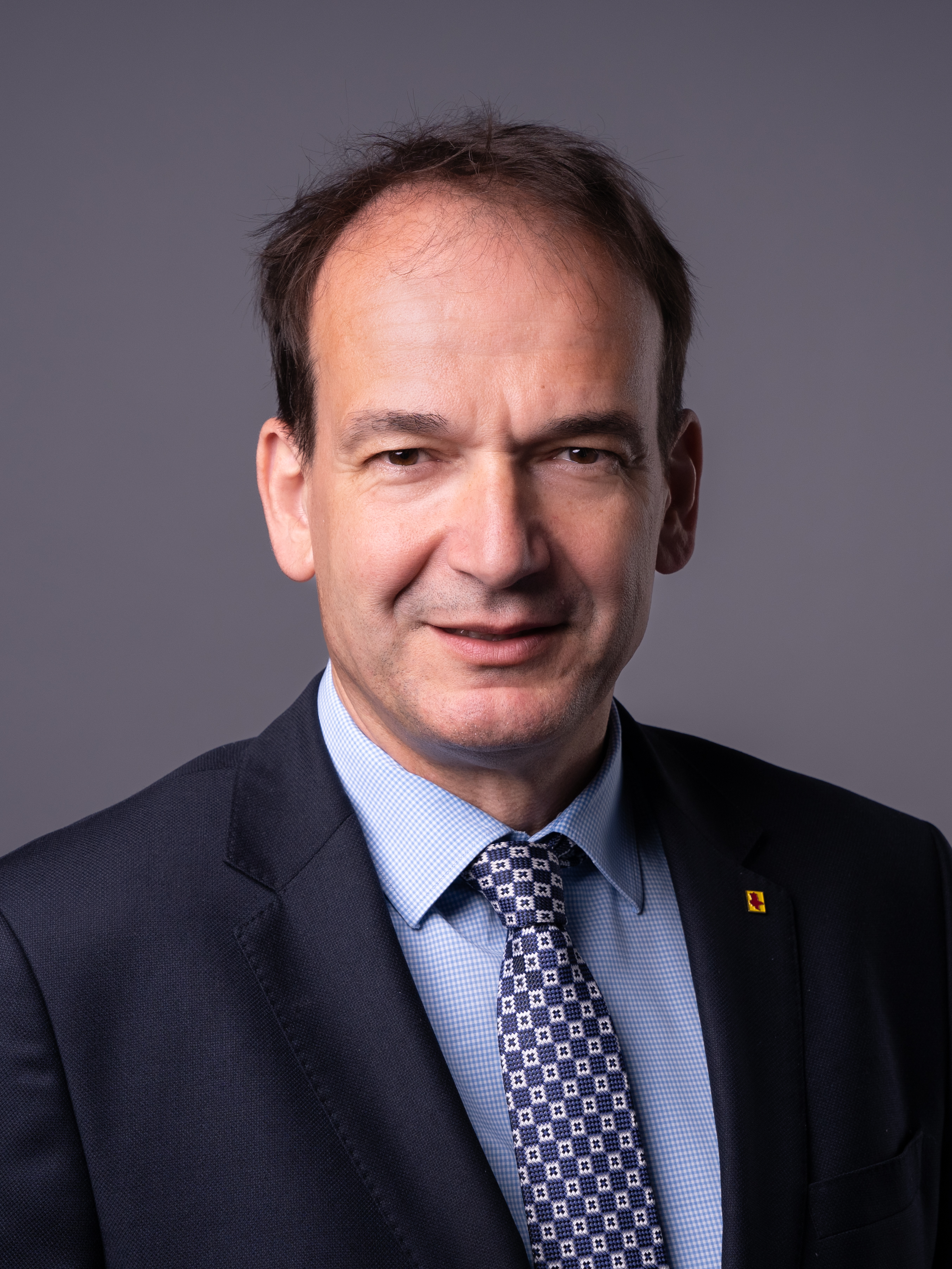
Andreas Silbersack (2022)

Andreas Silbersack (* 21. November 1967 in Halle (Saale)) ist ein deutscher Politiker (FDP). Er ist seit 2021 Abgeordneter im Landtag von Sachsen-Anhalt und Vorsitzender der dortigen FDP-Fraktion.

## Werdegang
Andreas Silbersack legte sein Abitur in Halle (Saale) ab, absolvierte dann 18 Monate bei der NVA und begann im Jahr 1988 ein Studium in den Fächern Deutsch und Geschichte an der Martin-Luther-Universität Halle-Wittenberg. In der Wendezeit flüchtete er 1989 über Ungarn aus der DDR und gelangte ins Rheinland. Dort absolvierte er in den Jahren 1990 bis 1994 ein Studium der Rechtswissenschaften an der Universität Bonn. Seit 1997 ist er als Rechtsanwalt in seiner Heimatstadt tätig.
Im Jahr 2015 trat er in die FDP ein und kandidierte 2016 bei der Landtagswahl im Landtagswahlkreis Bad Dürrenberg-Saalekreis, wo er 7,7 Prozent der Stimmen erhielt. Im Jahr darauf trat er für die Bundestagswahl 2017 im Bundestagswahlkreis Mansfeld an und erhielt 8,1 Prozent der Stimmen. Bei der Oberbürgermeisterwahl von Halle im Jahr 2019 war Silbersack der gemeinsame Kandidat von FDP und CDU und erhielt mit 22,9 Prozent die drittmeisten Stimmen nach dem Amtsinhaber Bernd Wiegand und dem gemeinsamen Kandidaten der Linken, SPD und Grünen Hendrik Lange. Bei der Landtagswahl in Sachsen-Anhalt 2021 erreichte er 9,1 Prozent im Landtagswahlkreis Halle III, erhielt aber ein Mandat über die Landesliste seiner Partei, auf der er auf Platz 2 gesetzt war. Er wurde nach der Ernennung der bisherigen Fraktionsvorsitzenden Lydia Hüskens zur Ministerin im September 2021 Fraktionsvorsitzender der FDP im Landtag.
Silbersack gehörte bis 2021 dem Präsidium des Deutschen Olympischen Sportbundes an und war von 2008 bis 2019 Präsident des Landessportbundes von Sachsen-Anhalt, dessen Ehrenpräsident er mittlerweile ist. Daneben ist er in weiteren Vereinen ehrenamtlich tätig.

## Politische Forderungen
Am 25. Februar 2022 nutzte Silbersack eine Debatte im Landesparlament von Sachsen-Anhalt, um sich gegen eine russische Intervention in der Ukraine auszusprechen. Er richtete sich an das Putin-Regime mit den Worten: „Stoppen Sie diesen Krieg! Sofort, ohne jede Vorbedingung!“  Darüber hinaus führte er aus: „Wir hegen keinerlei Groll gegen die Menschen in Russland. Im Gegenteil wollen wir friedlichen Austausch und Handel mit ihnen treiben. Aber wir müssen ihnen heute ganz klar sagen: Der Geist des Rechts, Europas und der Demokratie wird durch eine gänzlich ungerechtfertigte Aggression seitens der russischen Führung auf Gröbste verletzt.“
Silbersack erklärte außerdem: „Es gibt nur einen Weg die Aggression zu beenden, ohne sich ihrer Logik zu ergeben: Und das ist der Rückzug der russischen Truppen und der russischen Marionettenregime in der Ostukraine.“